# Prva Hajdukova trening utakmica

Prva Hajdukova trening utakmica, prva Hajdukova trening utakmica odigrala se tri sata poslijepodne u nedjelju na Uskrs 16. travnja 1911., nekih dva mjeseca nakon osnutka kluba, na tzv. Krajevoj njivi (današnji Stari plac), kojim se tada služila još i vojska. Hajduk je tada, prema riječima Luke Kaliterne, imao 3 momčadi, a trening utakmice odigrale su dvije najbolje.
Osnivač Fabjan Kaliterna poslao je iz Praga u Split prvi balun i dresove u kojima su zaigrale prvu trening utakmicu dvije najbolje Hajdukove momčadi, momčadi A i B. Utakmica se igrala po svim tadašnjim nogometnim pravilima.
Za momčad A nastupili su: Joseph Buchberger, prvi Hajdukov brankar (vratar), Petar Bonetti, Josip Namar, Mario Righi, Ermenegild Rosseg, Vilibald Zuppa, Kruno Kolombatović, Antun Righi, Stipe Sisgoreo, Ivan Tudor i Šime Raunig. Momčad A nosila je na sebi bijele majice i plave gaćice koje će postati tradicionalne za Hajduk. Prema osnivaču Fabjanu bijela boja majica i plava boja gaćica označavale su bijela jedra na plavome moru. 
B momčad nosila je na sebi majice na rige po uzoru na češki klub Slavija. Za B momčad nastupili su Marko Margetić, Pavo Mardešić, Paško Fabris, Božo Nedoklan, Josip Cotić, Lucijan Stella, Luka Fakač, Ante Mardešić, Fabjan Lukas, Paško Sisgoreo i Krunoslav Bonačić.
Utakmica je završila visokom pobjedom momčadi A sa 7:0 (prvo poluvrijeme 3:0) što je objavljeno i u novinama 1911 godine. Jurica Gizdić svojoj povijesti navodi pogrešan rezultat( 13:2). Na Uskrsni ponedjeljak odigrala se uzvratna utakmica koja je završila rezultatom 2:1 za A momčad. Neki od ovih prvih igrača neće više nikad zaigrat tako da im se imena neće naći na popisu Hajdukovih igrača, ali će ipak ostati zabilježeni u povijesti kao prvi koji su zaigrali balun u Splitu. Neki od njih zaigrat će još samo jednu utakmicu, i to onu koju je Hajduk zaigrao prvu protiv nekog drugog kluba, a to se dogodilo tri mjeseca kasnije, 11. lipnja 1911. protiv talijanaškog kluba Calcio Spalato, koju je Hajduk dobio rezultatom 9:0. 
Igrači ove prve javne utakmice bili su Joseph Buchberger, Josip Namar, Petar Bonetti (Josip Bonetti, kod Jurice Gizdića), Vilibald Zuppa, Luka Fakač, Branko ili Branimir Murat (kod Jurice Gizdića Zvonimir Murat, njegov brat), Ivan Tudor, Božidar Šitić, Šime Raunig, Antun Lewaj, Božo Nedoklan (Ermenegild Rosseg, Božo Budar). 
Vratar Buchberger još će u 15 navrata braniti Hajdukovu branku, ukupno 16 nastupa. Stipe Sisgoreo 5 nastupa; Fakač igra na ukupno dvije utakmice; Ivan Tudor 24 nastupa i 3 gola, Božidar Šitić 144/125, Božo Nedoklan 64/24, Ermenegild Rosseg 2 nastupa; Mario Righi 98/10, Paško Sisgoreo 48 nastupa, Krunoslav Bonačić 9 nastupa.
Prva utakmica protiv nekog drugog kluba bit će i posljednja za igrače Josip Namar, Petar Bonetti, Vilibald Zuppa, Branko Murat, Šime Raunig, Antun Lewaj i Božo Budar. Njima se računa kao 1 nastup za hajduk, a odigrao se protiv Calcia 11. lipnja 1911.
Na popisu igrača Hajduka neće se naći imena onih kojima je trening utakmica bila jedina, to su: Righi, Margetić, A. Mardešić, P. Mardešić, Cotić, Lukas, Stella (jedan od osnivača Hajduka) i Kolombatović.
Kruno Kolombatović postat će prvi predsjednik Hajduka u povijesti.

## Zanimljivosti
Ulaz za utakmicu nije se se naplaćivao, nego su se primali dobrovoljni prilozi koji su se poštom uplaćivali blagajniku I. Tudoru.
O utakmici je Danko Angjelinović (kasniji pjesnik i djed Vesne Pusić) ispjevao šaljivu pjesmu Kavafangijada.